# 庆乐大戏院
庆乐大戏院，位于北京市西城区大栅栏街7号。

## 简介
《亚谷丛书》记载：“京师戏馆惟太平园、四宜园最久，其次则查家楼、月明楼，此康熙末年酒园也。查楼木榜尚存，改名广和。余皆改名，大约在前门左右，庆乐、中和似其故址。”由此可见，庆乐戏园历史悠久。
庆乐最初是京剧武生杨瑞亭家的祖产。清朝宣统元年（1909年），朱少峰、杨韵谱（工青衣花旦，绰号“还香草”，在同治、光绪年间的知名河北梆子班坐科）集资将庆乐改建成“庆乐戏园”。当时，庆乐戏园比广德楼、三庆园、同乐轩等戏园高一个“档次”，起初也是方形戏台，不久便改建为圆形戏台，观众座位也改成单人座椅。楼上三面，呈圆形，前排为包厢，后面为散座，楼上、楼下共可容纳1200名观众。《梦华琐簿》记载，庆乐戏园建成后，台柱上曾挂有一副木刻长联：上联是“大千秋色在眉头，看遍翠暖珠香，重游瞻部”，下联是“十万春华如梦里，记得丁歌甲舞，曾醉昆仑”。此对联“相传为吴梅村祭酒手笔”。该文还介绍当时北京戏园情况称：
戏园客座，分楼上楼下。楼上最后近临戏台者（原文如此），左右各以屏风隔为三、四间，曰官座，豪客所集也。官座以下场门第二座为最贵……。官座而前，短几鳞次，曰桌子。渐远戏台，价亦递杀。惟正楼不横桌，盖旧例也。楼下周围设长案，观者比肩环坐，曰散座。其后亦设高座，倚墙矫足，可以俯视中庭。设案如楼下而坐者，率皆市井驵侩仆隶舆台，名之曰池子。余尝谓此“万人海”，真乃众为鱼矣。从楼上凭栏俯临下界，长几列如方罫，大似白袍鹄立。橐笔试有司时，特不能衔枚静无哗耳。
清朝末年之前，北京尚无现代的“警察”，巡城御史对戏园的态度对戏园的营业关系很大，如果戏园一时“照顾不周”，巡城御史动辄便可用“枷号”、“对门”等等威胁戏园，所以戏园对巡城御史“特殊照顾”。戏园内座位的设置也是当时的风尚，那时北京人到戏园都讲究“听戏”，所以戏园中的最佳位置是楼上或者楼下靠大墙之处。到中华民国时期，情况大变，观众讲究“看戏”，都喜欢前几排座位。
北京的京剧名家杨小楼、王凤卿、余玉琴、杨宝忠、刘砚芳等人，都曾经在庆乐戏园演出。名震京城的坤角碧云霞来北京演出的首个地点，便是庆乐戏园。1920年代，杨韵谱创办的以坤角为主的“奎德社”在庆乐戏园演出。奎德社上场的全部主角、配角一律由女性扮演，主要演员包括坤旦李桂云、武生盖月樵、花脸小奎官（兼演丑角）、一斗丑，京剧文、武、坤、旦全能演，以演出折子戏为主，也排演了新戏《茶花女》、《血海深仇》等等。奎德社开创了坤角唱武生、花脸、丑角之先河，迅即名动京城，观众极盛。
庆乐戏园之所以这样兴盛，除了演出的戏班在各方面推陈出新之外，也有客观因素。中华民国成立以后，北京开始有电，为娱乐业带来很大好处，而且随着封建制度被推翻，新观念及新事物迅速发展，如“准演夜戏”、“男女同座”等等，演出条件日益改善，观众欣赏演出的条件、时间、交通等方面也较之前为优。不过数年，北京的戏园便从主要在白天演戏改为主要演夜戏。
1939年后，由李万春主办的京剧“鸣春社”科班在庆乐戏园演出。“呜春社”在此演出机关布景剧目《天河配》和《济公传》等等，舞台上的灯光变幻多姿，观众耳目一新，上座率非常高。李万春又从上海请来武生，在庆乐戏园演出了《三本铁公鸡》等武戏，从始至终一直开打，最后由李洪春出演《走麦城》等红生大轴戏，受到观众热烈欢迎。当时知名的“武生大会”便是在庆乐戏园演出，从开场到大轴全部是武戏，北京的武生、武行大半参加了演出，包括梁慧超、米玉文、钟鸣岐、姜铁麟等等。
中华人民共和国成立后，吴素秋、梁益鸣、姜铁麟等人组成“北京新兴京剧团”，在庆乐戏院长期演出。常演剧目是《明清八侠》、《鹤惊昆仑》等连台本戏。1960年底，北京新兴京剧团整团调往新疆，1961年成立了新疆京剧团。1960年代初，梁益鸣、张宝华领衔的鸣华京剧团从天桥天乐戏院移至庆乐戏院演出。文化大革命开始后，庆乐戏院被诬蔑为“帝王将相，才子佳人” 表演的舞台。庆乐戏院改成由河北梆子剧团演出现代戏。
1973年，“北京宣武杂技团”的团址由天桥市场迁到原庆乐戏院，将其改为“北京杂技团排演场”。1978年，该团恢复了“北京杂技团”的名称。1993年，该团迁至鲜鱼口街内原“大众剧场”作为排练场。1990年代，庆乐戏院改为游戏厅和商场，后来又改为桑拿浴室。
2007年5月19日，林中华（内蒙古自治区赤峰市宁城县人，2007年35岁，在北京的一家中央级媒体下属杂志任职）在其租赁的“庆乐大戏院”挂牌成立了北京龙在天皮影文化俱乐部和博物馆，这是一家私人皮影文化俱乐部和博物馆，林中华担任总经理。林中华从内蒙古、河北、辽宁、北京招徕各路皮影艺人，准备通过文化公司打造皮影艺术的文化品牌。林中华在庆乐大戏院360平方米的场地内，陆续投入将近50万元人民币用于装修舞台、购买中英文字幕机，并且建立了研发、制作、表演、公关、后勤队伍，布置皮影艺术博物馆。无论是否有人观看，龙在天每天都举办三场皮影演出；无论是否有演出收入，龙在天的艺人们都会拿到固定工资。林中华认为，应该全方位开发皮影，他准备和旅行社合作，将龙在天的皮影表演作为风俗旅游项目；他还准备让皮影出现在服装、时尚装饰品、礼品等方面；他还开发了《赵本山小品》、奥运主题剧《五福娃传奇》等等独创的新剧目。
2010年，位于大栅栏街7号（即“庆乐大戏院”）的商业项目“Magic 7造街新运动”进入招商阶段，该项目的开发商为吉龙集团。经过规划改造，脏乱而狭窄的建筑已焕然一新，庆乐大戏院变身为200米长的商业街区，成为总面积3500平方米的三层商城。吉龙集团董事长张卫东表示，Magic 7的目标是透过商业集成创新模式，建成集吃喝玩乐、购物、非遗文化产业于一体的商城。Magic 7将在一层主打小店铺，二层将成为非物质文化遗产、书画的集散之地，三层将入驻东来顺火锅。游客站在胡同外，还可观看二层戏台上的传统文艺表演。
2012年时，大门上方的“庆乐大戏院”的招牌早已不复存在，取而代之的是东来顺饭庄的招牌。走进东来顺饭庄，登楼梯上到二层，还能依稀看出老戏园的模样。二层一处不太显眼的墙壁上，嵌有一方壁刻，是1935年杨韵谱等人重修庆乐园时留下。